# SloMo
SloMo — пісня іспано-кубинської співачки Шанель, яка була випущена 24 грудня 2021 року/. Ця пісня представляла Іспанію на Євробаченні 2022. Пісня посіла 3 місце з 459 балами.

## Сюжет пісні
На прес-конференції Шанель повідомила, що в пісні йдеться про «розширення можливостей, відчуття комфорту зі своїм тілом, сильним, великим і добре ступаючи, надіти корону і тверкнути на землю. Неможливо не вставати з крісла.»
Один із авторів пісні, Арьєн Тонен, розповів, що написав пісню, маючи на увазі Дженніфер Лопес.  Спочатку пісню збиралася виконувати не Шанель, а співачка Ана Герра, але остання відхилила пропозицію її виконати.

## Євробачення

### Benidorm Fest 2022
«SloMo» брала участь у Benidorm Fest 2022 , пісенному фестивалі, організованому TVE , який використовувався для відбору Іспанії на Пісенний конкурс Євробачення. Тринадцять пісень змагалися протягом трьох шоу: з двох півфіналів 26 і 27 січня 2022 року та фіналу 29 січня 2022 року.  У кожному півфіналі було представлено шість або сім пісень, а чотири з них вийшли у фінал.
«SloMo» виграла перший півфінал зі 110 балами, а згодом перемогла у фіналі з 96 балами. У півфіналі «SloMo» отримала найбільшу кількість балів від експертного журі та телеголосування, тоді як у фіналі «SloMo» отримала найбільшу кількість балів від журі, а «Terra» від Tanxugueiras здобула перемогу в телеголосуванні. 

### На Євробаченні
Як член «Великої п'ятірки», Іспанія автоматично кваліфікувалась до фіналу який відбудеться 14 травня 2022 року, але країна також мала транслювати півфінали та голосувати в одному з них. За жеребкуванням, яке відбулося 25 січня 2022 року, Іспанія мала голосувала у другому півфіналі, який відбувся 12 травня 2022 року. У фіналі пісня змогла зайняти 3 місце.

## Чарти
| Чарт (2022)          | Позиція на піці |
| -------------------- | --------------- |
| Іспанія (PROMUSICAE) | 13              |
| Литва (AGATA)        | 67              |